# Kanalratten
Die Kanalratten waren eine 1983 in (West-)Berlin als Ableger der Indianerkommune in Nürnberg und Nachfolgerin der Oranien-Strassenkommune gegründete Kommune für Frauen mit pädosexuellen Neigungen.

## Geschichte
Im Jahr 1979 wurde in einem besetzten Haus in Berlin-Kreuzberg (Oranienstraße 188) die Oranien-Straßenkommune gegründet von Mädchen und Frauen aus dem Umfeld der Indianerkommune Nürnberg. Sie bestand von 1979 bis etwa 1983 und löste sich dann auf. Im folgenden Jahr gründeten andere Mädchen und Frauen, orientiert an der Indianerkommune, wiederum eine Mädchenkommune im West-Berliner Bezirk Schöneberg, die sich Kanalratten nannte. Die Aktivistinnen der Kanalratten suchten verstärkt den Kontakt mit lesbischen und feministischen Initiativen. Beide Mädchengruppen nahmen, ähnlich der „Nürnberger Indianerkommune“, jugendliche Trebegänger auf, jedoch nur Mädchen. Aufgrund der schlechten Informationslage werden beide personell und inhaltlich unterschiedlichen Initiativen in heutigen Darstellungen oft ungenügend voneinander unterschieden.
Am Anfang der Oranien-Strassenkommune stand unter anderem der Vorwurf an Uli Reschke, den Gründer der „Indianerkommune“, paternalistisch zu agieren. Die Oranien-Strassenkommune agierte nach ähnlichem Muster wie die Indianerkommune Nürnberg: Hungerstreiks in Westberlin und (zusammen mit der Indianerkommune) westdeutschen Städten, Auftritte zusammen mit den Nürnbergern auf Bundesversammlungen der Grünen oder auch Homosexuellentreffen. Prominenz erreichte diese Kommune zuerst 1980 mit ihrem Auftritt in der Bonner Beethovenhalle. Sie unterhielt auch Kontakte zu autonomen Gruppen. Beide Kommunen verstanden sich selbst als Bestandteil einer autonomen, antipädagogischen Kinderrechtsbewegung und kritisierten in diesem Zusammenhang das Verbot pädosexueller Beziehungen. Die Kanalratten kritisierten verstärkt die Internalisierung männlicher Gesellschaftsanforderungen, die dazu führe, heteronormative „Zwangssexualität“ zu reproduzieren.

## Wirkung
Beide Initiativen wurden aufgrund ihrer dezidierten Kritik an patriarchalischen Strukturen sowie ihres konsumkritischen Ansatzes im Gegensatz zu anderen Akteuren aus dem Umfeld der Pädophilenbewegung unter feministischen Gruppen der 1980er Jahre nicht dezidiert angegriffen. Noch 1989 wurde im „Autonomen Frauenkalender“ das „Kanalratten-Manifest“ abgedruckt, in dem die Kommunardinnen ihre Kritik an der Debatte über sexuellen Missbrauch artikulieren und die feministische Bewegung dafür kritisieren, dass sie konventionelle Sexualmoral reproduziere. In Kooperation mit der „Indianerkommune Nürnberg“ gaben die „Kanalratten“ zeitweilig auch einen Rundbrief heraus, der den Titel „Der Rattenfänger“ trug. Von 1985 bis 1989 konnten sie auf der „Berliner Lesbenwoche“ auftreten, wurden dann aber aufgrund von Interventionen betroffener Frauen ausgeschlossen. Die Dokumente der beiden Mädchenkommunen gehören zu den wenigen Zeugnissen weiblicher Pädosexualität.
Vertreterinnen der Oranienstraßenkommune nahmen 1980 und 1984 an programmatischen Diskussionen der Berliner Alternativen Liste mit der Forderung nach Aufhebung der Paragraphen 174 und 176 StGB teil, die den sexuellen Missbrauch von Kindern unter Strafe stellen.